# カブール・エクスプレス
『カブール・エクスプレス』（原題：Kabul Express）は、2006年に公開されたインドのディストピア冒険映画それまでドキュメンタリー映画を手掛けていたカビール・カーンの商業映画デビュー作品であり、ヤシュ・ラージ・フィルムズが製作している。インド俳優のジョン・エイブラハム、アルシャード・ワールシー、パキスタン俳優のサルマン・シャーヒド、アフガニスタン俳優のハーニフ・ハム・ガム、アメリカ女優のリンダ・アルセニオが出演している。本作はカビールと友人ラージャン・カプールがターリバーン政権崩壊後のアフガニスタンを訪れた時の経験を基に製作されている。

## キャスト
- スヘール・カーン - ジョン・エイブラハム
- ジャイ・カプール - アルシャード・ワールシー（英語版）
- イムラン・カーン・アフリディ - サルマン・シャーヒド（英語版）
- カイバー - ハーニフ・ハム・ガム
- ジェシカ・ベッカム - リンダ・アルセニオ（英語版）

## 評価
本作は「本物の戦争のような報道からは程遠い」と批評されている。インドの国内興行収入は1億2000万ルピーを超えており、海外市場を含めた最終的な興行収入は2億1000万ルピーを記録している。カビールは第54回国家映画賞でインディラ・ガンディー賞 最優秀新人監督作品賞を受賞している。

## トラブル
2007年、『カブール・エクスプレス』に登場するハザーラ人の描写が侮辱的であるとして、アフガニスタンで上映が禁止された。1月14日にはハザーラ人が多く居住するパキスタンのクエッタで『カブール・エクスプレス』の上映禁止とカビールに謝罪を求める抗議集会が開催され、ハザーラ民主党書記長イブラーヒーム・ハザーラは「映画はハザーラ人コミュニティを侮辱しているだけではなく、パキスタンに対する否定的なイメージを生み出している」と抗議し、パキスタン政府に上映禁止を要請することを主張した。